# Watermillock
Watermillock – wieś w Anglii, w Kumbrii, w dystrykcie (unitary authority) Westmorland and Furness, w civil parish Matterdale. We wsi znajduje się kościół. W 1931 miejscowość liczyła 448 mieszkańców.